# 2,3-ジヒドロチオフェン
2,3-ジヒドロチオフェン(2,3-Dihydrothiophene)は、化学式SC4H6の複素環式化合物、有機硫黄化合物である。より対称性の高い2,5-ジヒドロチオフェンの異性体である。どちらのジヒドロチオフェン異性体も無色の液体で、チオエーテル様の匂いを持つ。反応性は、どちらもアルケン及びチオエーテルの性質を示し、炭素への付加反応、硫黄の酸化反応が起きる。対照的に、チオフェンはどちらの反応も起こさない。

## 自然界での存在
ジヒドロチオフェンは、白トリュフの香りを与えている。主成分は3-メチル-4,5-ジヒドロチオフェンであり、トリュフの子実体の細菌コロニーで生産される。